# Battledress

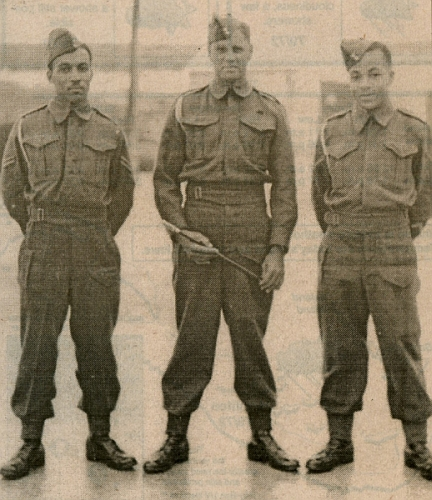
Soldaten in battledress, 1944

De term battledress (Engels) betekent letterlijk gevechtstenue, maar wordt in meer in specifieke zin gebruikt om te verwijzen naar het Britse uniform dat in de Tweede Wereldoorlog werd gedragen door de soldaten van het Britse Gemenebest.
Het uniform werd meestal, maar niet uitsluitend, gedragen in gematigde klimaten en was in de eerste plaats ontworpen voor de gemechaniseerde infanterie. Tijdens de Tweede Wereldoorlog en daarna werd dit uniform ook gebruikt voor militaire parades.

## Geschiedenis
De battledress werd vanaf 1939 in het Britse leger geïntroduceerd en was in gebruik tot in de jaren 60 van de twintigste eeuw. Verschillende andere landen introduceerden hun eigen varianten van de battledress tijdens WOII en ook erna, waaronder Argentinië, België, Noorwegen, Nederland en Griekenland.
Sommige Britse officieren weigerden aanvankelijk om zelf de battledress te dragen, in weerwil van de orders. Een majoor verklaarde: "Ik vind het niet erg om voor mijn land te sterven, maar wil niet sterven terwijl ik eruitzie als een derderangs chauffeur."
In Nederland werd het uniform in de jaren 60 vervangen door een katoenen versie, maar de wollen versie bleef tot in de jaren 70 in gebruik als het 'nette pak'. In België werd in de jaren 60 gekozen voor een battledress in een mix van kamwol, nylon en fibraan. Als op den duur de battledress alleen nog door officieren wordt gedragen (en dus niet als gevechtstenue) worden de grote (functionele) zakken van de broek verwijderd.
In de tweede helft van de twintigste eeuw wordt de battledress vervangen door een gevechtstenue uitgevoerd in camouflage-kleuren.

## Kenmerken

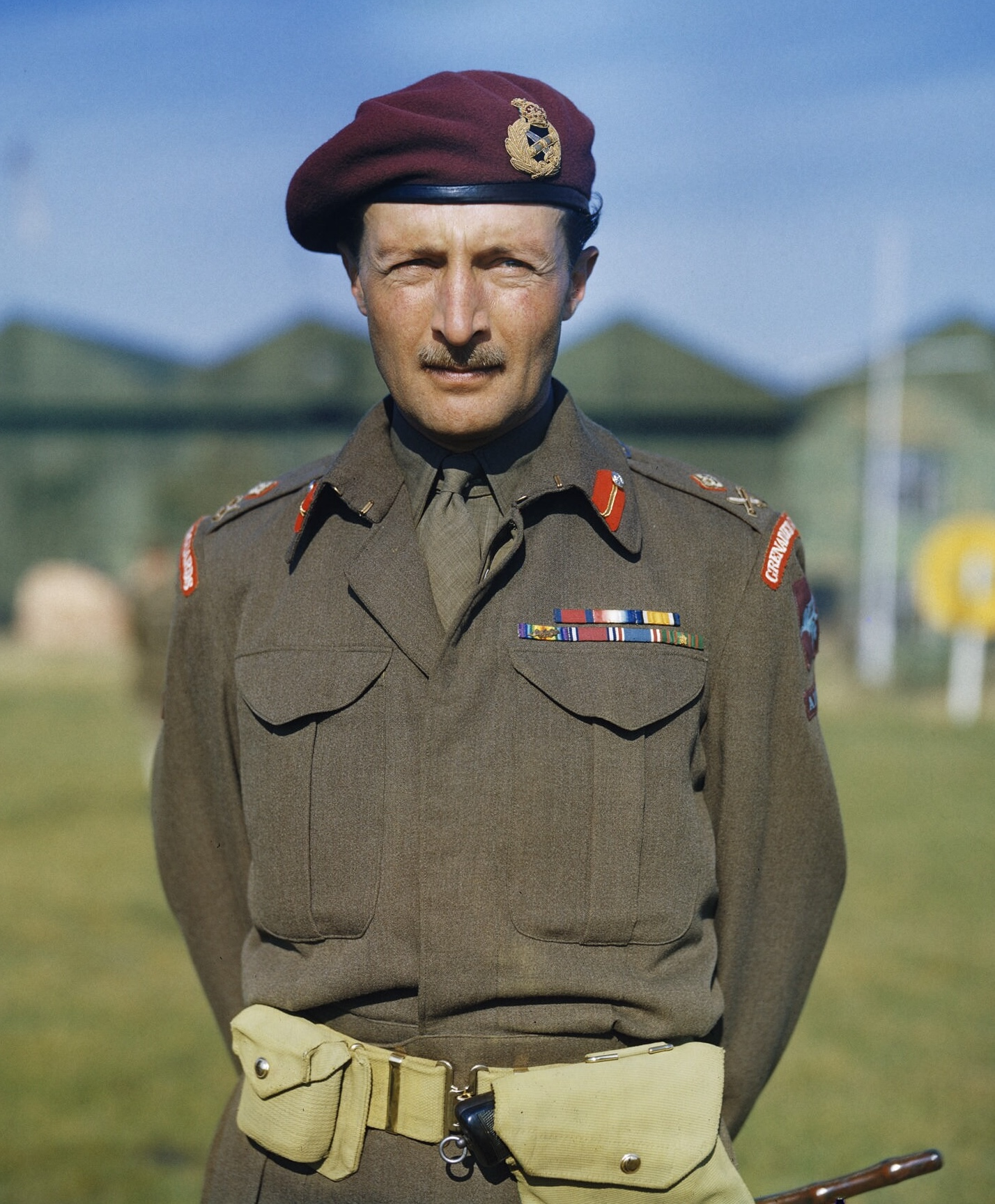
Officier in battledress met open kraag en stropdas, 1942

Het uniform bestaat uit een kort jasje met middenvoor een knoopsluiting, twee grote borstzakken met een klepsluiting en onderaan de jas een geïntegreerde sluiting in de vorm van een riem die rechts sluit. De mouwen van de jas hebben een voorwaartse kromming zodat ze comfortabel zijn om een geweer op de schouders te dragen, om liggend te dragen of om bijvoorbeeld langdurig een stuur vast te houden.
De ruimvallende broek heeft een hoge taille, op het linker bovenbeen een grote zak voor een kaart en op de rechterheup een speciale zak voor een field dressing (een militair noodverband voor schietwonden).
Beide delen zijn gemaakt van wollen serge (lichte wollen stof in keperbinding). Korte enkelbanden van stof bedekken de opening tussen de broek en de enkellaarzen, wat vuil uit de laarzen houdt zodat er geen hogere, dus duurdere leren laarzen nodig zijn.
Onder de jas werd meestal een overhemd gedragen. Het dragen van een jas met open kraag en  stropdas was aanvankelijk beperkt tot officieren. Lagere rangen knoopten de bovenste knoop van de jas dicht en sloten de kraag met een dubbele haak-en-oogsluiting. 